# Olivier de Germay
Olivier de Germay (Tours, 18 settembre 1960) è un arcivescovo cattolico francese, dal 22 ottobre 2020 arcivescovo metropolita di Lione e primate delle Gallie.

## Biografia
Olivier Jacques Marie Certain de Germay de Cirfontaine è nato il 18 settembre 1960 a Tours, nel dipartimento di Indre e Loira, in Francia. È il terzo dei cinque figli di Christian Certain de Germay de Cirfontaine - generale di divisione, commendatore della Legion d'Onore, di famiglia marchionale lorenese - e di Claude Bullier.

### Carriera militare
Dopo aver terminato gli studi di formazione, ha deciso di seguire la carriera militare, e si è quindi iscritto presso il Prytanée national militaire di La Flèche. Successivamente, nel 1981 è entrato nella École spéciale militaire de Saint-Cyr di Guer, laureandosi in ingegneria due anni dopo, nel 1983. Si è poi arruolato nell'esercito come paracadutista nel 1986, prendendo parte a missioni in Ciad, Africa Centrale e Iraq. Alla fine del suo incarico è giunto al grado di capitano.

### Formazione ecclesiastica e ministero sacerdotale
Dopo aver lasciato la carriera militare, ha avvertito la vocazione sacerdotale nel giorno di Tutti i Santi del 1990. Ha deciso così di entrare nel Seminario di Paray-le-Monial nel 1991, trascorrendovi tre anni di studi, e poi ha proseguito la sua formazione teologica frequentando allo stesso tempo il Seminario Universitario Pio XI e l'Istituto Cattolico di Tolosa dal 1994 al 1997.
Lo stesso anno si è trasferito momentaneamente a Roma dove ha studiato al Pontificio Seminario Francese e al Pontificio Istituto Giovanni Paolo II, ente per studi su matrimonio e famiglia. È ritornato per breve tempo in Francia, dove ha ricevuto l'ordinazione sacerdotale il 17 maggio 1998 incardinandosi, trentasettenne, come presbitero dell'arcidiocesi di Tolosa. Tornato a Roma, ha conseguito una licenza di teologia morale presso il Pontificio Istituto Giovanni Paolo II nel 1999.
Rientrato in Francia, ha esercitato il suo ministero come vicario parrocchiale in una parrocchia di Castanet-Tolosan dal 1999 al 2001 e cappellano diocesano scout delle Guides de France dal 1999 al 2001. Dal 2001 al 2003 è stato parroco dell'ensemble parrocchiale di Castanet. Dal 2003 al 2006 è stato nominato decano della zona "Banlieues-Sud" di Tolosa, e nel 2004, è diventato vicario episcopale incaricato della periferia della medesima città. Contemporaneamente, ha svolto il ruolo di membro del Consiglio Episcopale dell'arcidiocesi di Tolosa. Nel 2006, è stato chiamato come parroco del complesso parrocchiale di Beauzelle, dove è rimasto fino al 2012. Dal 2008 al 2012, è stato professore di teologia sacramentale e della famiglia presso l'Istituto Cattolico di Tolosa, dove egli stesso era stato studente. È divenuto successivamente anche decano del decanato di Blagnac, ruolo svolto dal 2009 al 2012, e assistente del Servizio della pastorale familiare dell'arcidiocesi dal 2010.

### Ministero episcopale

#### Vescovo di Ajaccio

Stemma di monsignor Olivier de Germay come vescovo di Ajaccio

Il 22 febbraio 2012, papa Benedetto XVI lo ha nominato, cinquantunenne, vescovo di Ajaccio; la sede era vacante dal 24 giugno 2011, giorno in cui Jean-Luc Brunin è stato trasferito alla sede Le Havre. In quel momento la diocesi di Ajaccio stava vivendo un momento economicamente difficile, dopo che l'economo dell'association diocésaine era stato condannato, nel 2010, a tre anni di carcere, di cui uno con la condizionale, per appropriazione indebita di circa due milioni di euro.
Ha ricevuto la consacrazione episcopale il successivo 14 aprile, nella cattedrale di Santa Maria Assunta di Ajaccio, per imposizione delle mani di monsignor Georges Paul Pontier, arcivescovo metropolita di Marsiglia, assistito dai co-consacranti monsignori Robert Jean Louis Le Gall, O.S.B., arcivescovo metropolita di Tolosa, e Jean Marie Louis Bonfils, S.M.A., vescovo emerito di Nizza e amministratore apostolico di Ajaccio; ha preso possesso della sua sede durante la stessa cerimonia. Questa è stata la seconda volta in tempi moderni che un vescovo nominato per la Corsica vi sia anche stato ordinato, a più di duecento anni dal 24 giugno 1802, giorno della consacrazione di monsignor Louis Sébastiani. Come suo motto episcopale, il neo vescovo ha scelto Christus dilexit Ecclesiam, che vuol dire Cristo ha amato la Chiesa.

#### Arcivescovo di Lione e primate delle Gallie
Il 22 ottobre 2020 papa Francesco lo ha nominato arcivescovo metropolita di Lione e primate delle Gallie; è succeduto al cardinale Philippe Barbarin. Il successivo 20 dicembre ha preso possesso dell'arcidiocesi nella cattedrale di Lione.

## Araldica
| Stemma | Blasonatura |
| ------ | --- |
|        | D'argento, mantellato d'azzurro; nel 1º all'ancora di argento; nel 2º al cuore cimato da una croce latina, il tutto di azzurro; nel 3º alla testa di leone di argento; al capo di rosso, alle tre pile d'oro. |

## Posizioni morali e sociali

### Matrimoni omosessuali

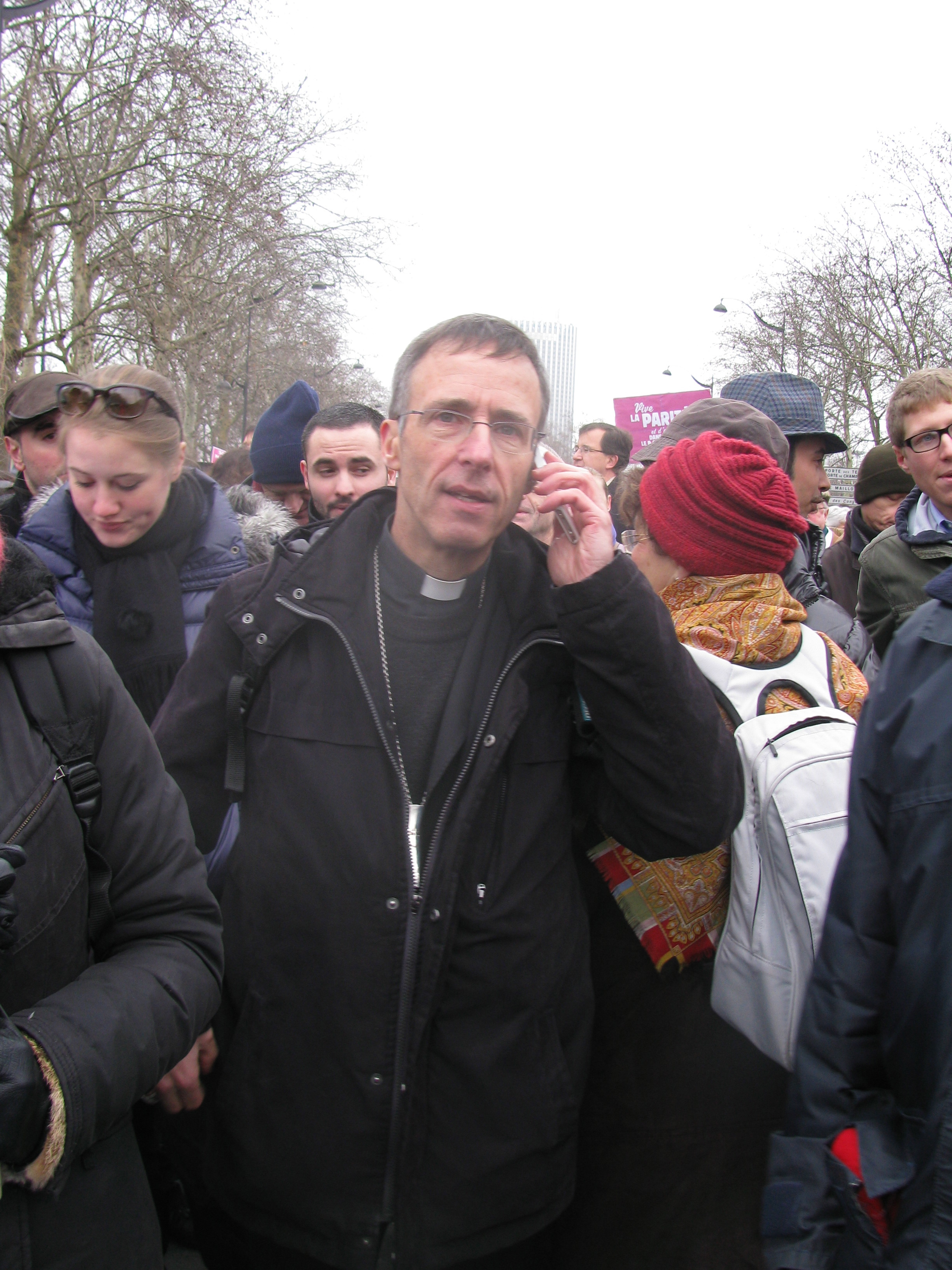
Olivier de Germay ad una manifestazione di La Manif pour tous, il 13 gennaio 2013

Ordinato vescovo poco prima dell'annuncio del progetto di legge "mariage pour tous", de Germay, in linea con le gerarchie cattoliche, si è dichiarato contrario al disegno di legge, promosso dalla maggioranza socialista e poi divenuto legge, volto a permettere alle coppie omosessuali di accedere al matrimonio. Durante l'iter di approvazione del disegno di legge ha sostenuto che l'assenza di differenza di sesso tra i coniugi priverebbe i bambini del diritto di essere allevati da padre e madre.

## Genealogia episcopale e successione apostolica
La genealogia episcopale è:
- Cardinale Scipione Rebiba
- Cardinale Giulio Antonio Santori
- Cardinale Girolamo Bernerio, O.P.
- Arcivescovo Galeazzo Sanvitale
- Cardinale Ludovico Ludovisi
- Cardinale Luigi Caetani
- Cardinale Ulderico Carpegna
- Cardinale Paluzzo Paluzzi Altieri degli Albertoni
- Papa Benedetto XIII
- Papa Benedetto XIV
- Papa Clemente XIII
- Cardinale Marcantonio Colonna
- Cardinale Giacinto Sigismondo Gerdil, B.
- Cardinale Giulio Maria della Somaglia
- Cardinale Carlo Odescalchi, S.I.
- Vescovo Eugène de Mazenod, O.M.I.
- Cardinale Joseph Hippolyte Guibert, O.M.I.
- Cardinale François-Marie-Benjamin Richard de la Vergne
- Vescovo Marie-Prosper-Adolphe de Bonfils
- Cardinale Louis-Ernest Dubois
- Arcivescovo Jean-Arthur Chollet
- Arcivescovo Héctor Raphaël Quilliet
- Vescovo Charles-Albert-Joseph Lecomte
- Cardinale Achille Liénart
- Cardinale Robert-Joseph Coffy
- Arcivescovo Georges Paul Pontier
- Arcivescovo Olivier de Germay

La successione apostolica è:
- Vescovo Loïc Lagadec (2023)
- Vescovo François Durand (2024)